# Alexander L. Kielland (Bohrinsel)
Die Alexander L. Kielland war eine nach dem norwegischen Schriftsteller Alexander Lange Kielland benannte und als Wohnunterkunft eingesetzte Halbtaucherbohrinsel, die nach einem Unfall am 27. März 1980 in der Nordsee kenterte. Dabei starben 123 der 212 Besatzungsmitglieder. Ursache für den Unfall waren Ermüdungserscheinungen am Tragwerk der Bohrinsel. Der Verlust der Alexander L. Kielland führte zu einer Reihe von einschneidenden Änderungen in der Konstruktion, Prüfung und Sicherheitsausstattung von Bohrinseln. 

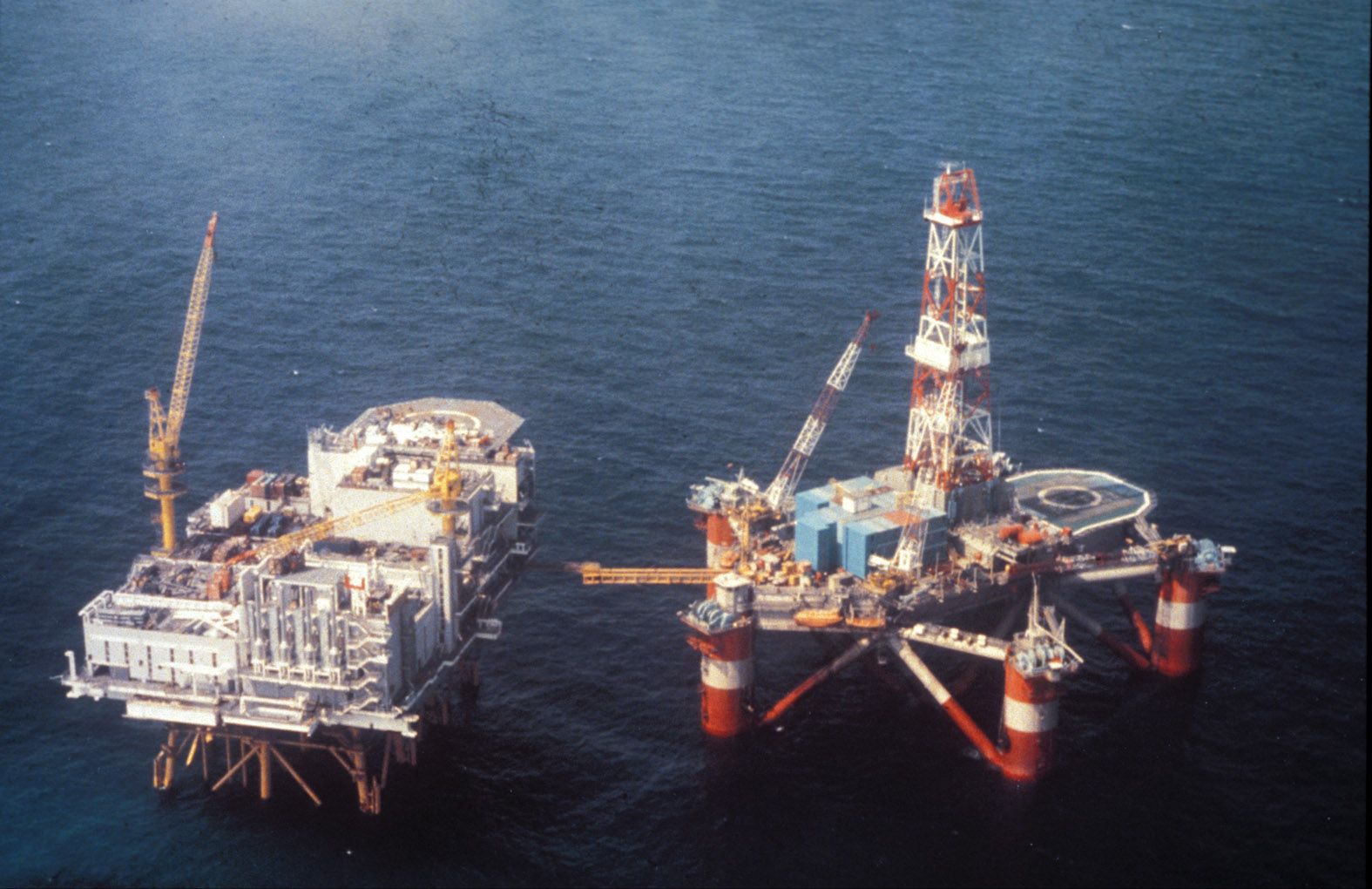
Alexander L. Kielland (rechts) und Edda 2/7 C in der Nordsee

## Entwicklung
Das Institut Français du Pétrole ging 1963 eine Kooperation mit der zur Schlumberger Gruppe gehörenden Explorationsfirma Neptune ein, bei der eine auf fünf Auftriebskörpern ruhende Ölbohrinsel entworfen werden sollte. Die erste Plattform, P81, wurde 1969 abgeliefert. 1970 wurde das Design in Zusammenarbeit mit mehreren anderen Firmen überarbeitet und P82 in Brownsville (Texas) gebaut. Dieses war die Basis für neun weitere Plattformen, von denen drei in Finnland und sechs bei der französischen Firma Compagnie Française d’Entreprises Métalliques (CFEM) in Dünkirchen gebaut wurden. Alexander L. Kielland war die siebte Plattform des modifizierten Grundtyps, wurde in Frankreich gebaut und als Pentagone 89 bezeichnet.

## Beschreibung derAlexander L. Kielland
Bei der Ölbohrinsel handelte es sich um einen Halbtaucher des Pentagone-Typs. Die Plattform mit den Aufbauten ruhte also auf fünf teilweise in das Meer eingetauchten Säulen, die von unter Wasser befindlichen Auftriebskörpern getragen wurden. Die Auftriebskörper hatten einen Durchmesser von 22 m und eine Höhe von 7,5 m. Die Säulen besaßen einen Durchmesser von 8,5 m und waren, einschließlich des Auftriebskörpers, 35,6 m hoch. Sie waren miteinander und mit der Plattform durch eine Reihe von Streben verbunden. Die horizontalen Streben hatten Durchmesser von 2,6 m und Wandstärken von 25 mm, die diagonalen Streben besaßen Durchmesser von 2,2 m.
Sie waren aus C-Mn-Strukturstahl (entsprechend Lloyds’ Schiffsstahl „Grade EH“) mit einer Streckgrenze von mindestens 355 N/mm² (vergleichbar mit Baustahl Werkstoffnummer 1.0570 S355J2+N (lt. EN 10025-2:2004-10)).
In den Säulen und Auftriebskörpern waren Tanks für Ballast- und Trinkwasser, Treibstoffe und weitere Betriebsstoffe untergebracht. Drei der Säulen enthielten zudem Maschinenräume, die über mittig in den Säulen angebrachte Aufzüge erreicht werden konnten. Propeller an diesen drei Säulen konnten die Ölbohrinsel bewegen. Insgesamt fünf Dieselgeneratoren, davon einer für Notfälle, stellten die Energieversorgung der Alexander L. Kielland sicher. Sie konnten bis zu einer Schräglage von 20° betrieben werden. In den Säulen befanden sich zudem Pumpenräume zum Lenzen bei Wassereinbruch.
Die eigentliche Plattform hatte Abmessungen von 103 m × 99 m und eine Masse von 10.105 t. Sie befand sich im Normalbetrieb etwa 15 m über der Wasseroberfläche. Auf ihr befand sich ein 40 m hoher Bohrturm. Da die Alexander L. Kielland in absehbarer Zeit auch als Bohrplattform eingesetzt werden sollte, befand sich zudem alle für Bohrungen notwendige Ausrüstung an Bord. Seit Indienststellung war die Alexander L. Kielland als Wohnplattform genutzt worden. Dafür waren auf der Plattform in mehreren Etagen übereinander Wohncontainer aufgebaut. Diese Container waren jeweils für vier Personen eingerichtet. So war die Kapazität von 80 Personen auf 348 Personen gesteigert worden.
Ein System aus zehn Ankern hielt die Alexander L. Kielland auf Position. Die Ankerseile liefen dabei paarweise über an den Säulen angeordnete Mooringwinden. Diese Winden wurden durch drei Hydrophone gesteuert, die sich an horizontalen Streben der Alexander L. Kielland befanden. Ihre Signale erhielten die Hydrophone von einem auf dem Meeresboden installierten Schallwellensender. Dieses System hielt die Alexander L. Kielland stets an gleicher Position.

## Einsatz und Zertifizierung
Am 5. Juli 1976 wurde die Bohrinsel nach Norwegen an die Firma Stavanger Drilling geliefert. Sie wurde anschließend von der US-amerikanischen Phillips Petroleum Company gechartert. Ihr Einsatzgebiet war das in der geographischen Mitte der Nordsee liegende Ölfeld Ekofisk. In diesem Gebiet war 1980 ein Großteil der damals etwa 80 in der Nordsee befindlichen Bohrinseln und Förderplattformen angesiedelt.
Schon bei ihrem ersten Einsatz im Juli 1976 wurde die Bohrinsel als Wohnunterkunft (sogenanntes Flotel, eine Wortzusammensetzung aus „floating hotel“, engl. für „schwimmendes Hotel“) für die Kompressorplattform H-7 eingesetzt. Vom 15. Juli 1976 bis zum 1. August 1979 wurde die Alexander L. Kielland unter anderem als Wohnunterkunft für die Henrik Ibsen und die Dyvi Alpha eingesetzt. Am 1. August 1979 wurde die Plattform von Albuskjell 2/4 F zur Edda 2/7 C verbracht. Hier diente sie als Wohnplattform für die Arbeiter der Edda 2/7 C und war die meiste Zeit durch eine bewegliche Brücke mit dieser Plattform verbunden.
Aussteller des Sicherheitszertifikates war Det Norske Veritas, das norwegische Pendant zu Lloyd’s Register of Shipping. Bei der Abnahme wurden nur wenige kleine Fehler gefunden. Die letzte jährliche Inspektion fand im September 1979 auf See statt. Die große 4-Jahres-Inspektion war auf Antrag der Besitzer von April 1980 auf Juni 1981 verschoben worden.

## Unglück am 27. März 1980

### Ausgangslage
Die Alexander L. Kielland lag neben der Plattform Edda 2/7 C, die sich auf der Position 56° 27′ 53,4″ N, 3° 6′ 16,1″ O befand. Der Standort entsprach etwa der Höhe von Edinburgh und lag 385 km vor der norwegischen Küste. Die Entfernung zur niederländischen Küste war etwa gleich weit. Die Alexander L. Kielland war seit neun Monaten der Produktionsplattform Edda 2/7 C als Wohnplattform zugeordnet und mit ihr über eine etwa 25 Meter lange bewegliche Brücke verbunden.
Am 27. März 1980 hatte sich das Wetter im Laufe des Tages verschlechtert. Es herrschten Windgeschwindigkeiten von 16 bis 20 m/s mit Windböen in Stärke 10. Die Wellenhöhe betrug 6 bis 8 m. Die Lufttemperatur lag zwischen 4 und 6 Grad und die Wassertemperatur betrug etwas mehr als 6 Grad. Bei Schichtende auf der Edda 2/7 C kehrten die Arbeiter nach 18 Uhr auf die Alexander L. Kielland zurück. Die Verbindung zwischen der Edda 2/7 C und der Alexander L. Kielland war aufgrund des schlechten Wetters entfernt worden. Etwa 50 bis 80 Personen befanden sich in den zwei Kinoräumen, etwa 50 in der Messe sowie weitere in ihren Wohnunterkünften. Insgesamt befanden sich 212 Personen auf der Alexander L. Kielland.
Für das Ölfeld Ekofisk gab es einen Notfallplan, der die Anwesenheit dreier Bereitschaftsschiffe vorsah, damit jede Plattform in maximal 25 Minuten erreicht werden konnte. Das Motorschiff Silver Pit, ein umgebauter Trawler, der neben einem schnellen Rettungsbeiboot auch ein Rettungsboot mit Wasserstrahlantrieb für bis zu drei Retter und zwölf zu bergende Personen mitführte, sollte die Plattformen Edda 2/7 C, Alexander L. Kielland sowie Eldfisk Alpha und Eldfisk Bravo sichern. Dazu war der Kapitän angewiesen worden, in „Area 3“ in der Mitte zwischen Eldfisk Alpha und Edda 2/7 C zu bleiben. Das Schiff hielt sich jedoch mehrere Monate nur in der Nähe von Eldfisk Bravo auf. Im März übernahm ein neuer Kapitän das Schiff. Dieser erhielt nur unzureichende Informationen über die Aufgaben der Silver Pit. In seiner Aussage vor der Untersuchungskommission sagte er, dass er davon ausgegangen war, nur für Eldfisk Bravo zuständig zu sein. Zum Zeitpunkt des Unglücks befand sich die Silver Pit eine Seemeile südöstlich von Eldfisk Bravo und damit etwa 6 Seemeilen von der Alexander L. Kielland entfernt. Somit erreichte die Silver Pit die Unglücksstelle erst nach 19:15 Uhr und konnte niemanden retten.

### Unfallablauf

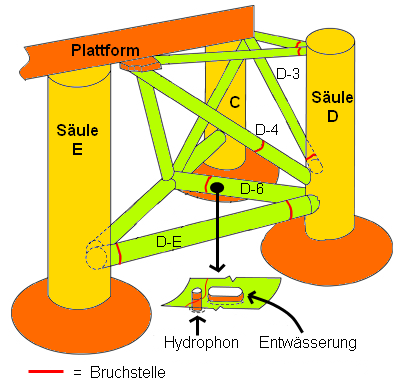
Anordnung der Säulen und Streben auf der Steuerbordseite der Plattform

Kurz vor 18:30 Uhr wurde auf der Alexander L. Kielland ein starker Stoß wahrgenommen, dem Vibrationen folgten. Die meisten Personen sollen ihn aber für Wellenschlag gehalten und nicht beachtet haben. Nach einem zweiten Stoß „schüttelte“ sich die Bohrinsel und neigte sich nach Steuerbord, bis sie eine Schräglage von 30 bis 35° erreichte. Der Arbeiter Tony Sylvester beschrieb die Situation: „Alle glaubten jetzt ist es zu Ende. […] Es krachte fürchterlich, und kurz darauf noch einmal, und dann kippte das ganze Ding um 45 Grad auf die Seite.“
Wie später ermittelt wurde, brach zu diesem Zeitpunkt die Horizontalstrebe D-6. Dadurch wurden die anderen Streben im unteren Bereich von Säule D überlastet und brachen ebenfalls. Der Auftriebskörper hob die Säule an und drehte sie dabei, so dass auch die restlichen Streben brachen. Die Säule D löste sich vollständig von der Bohrinsel und trieb ab. Da im Bereich der Säule D nun kein Auftrieb mehr gegeben war, krängte die Bohrinsel nach dieser Seite. Die eigentliche Plattform wurde teilweise von Wasser überspült und die Säulen C und E sanken so tief ab, dass sie fast vollständig in das Wasser eintauchten. Dafür hob sich die Backbordseite stark an.
Auf der gesamten Bohrinsel verrutschten Gegenstände nach Steuerbord. Im provisorischen Kinosaal auf dem Bohrdeck durchbrachen Teile der Bohrausrüstung die Wand und verletzten mehrere Männer. In den Wohnunterkünften fielen lose Schränke um und versperrten Türen. Wenig später gingen Licht und Alarmsignale aus, da die Dieselgeneratoren bei der zu starken Krängung nicht mehr arbeiteten.
Für eine kurze Zeit lag die Bohrinsel stabil. In dieser Zeit lief Wasser in Räume und Tanks in den Aufbauten und in die Säulen C und E. Das Wasser drang durch sonst weit über der Wasseroberfläche liegende Türen, Luken und Lüftungsöffnungen ein. Etwa 20 Minuten lang nahm die Schräglage stetig zu, bis die Bohrinsel gegen 19 Uhr kenterte und kieloben schwamm.

### Rettungsaktion

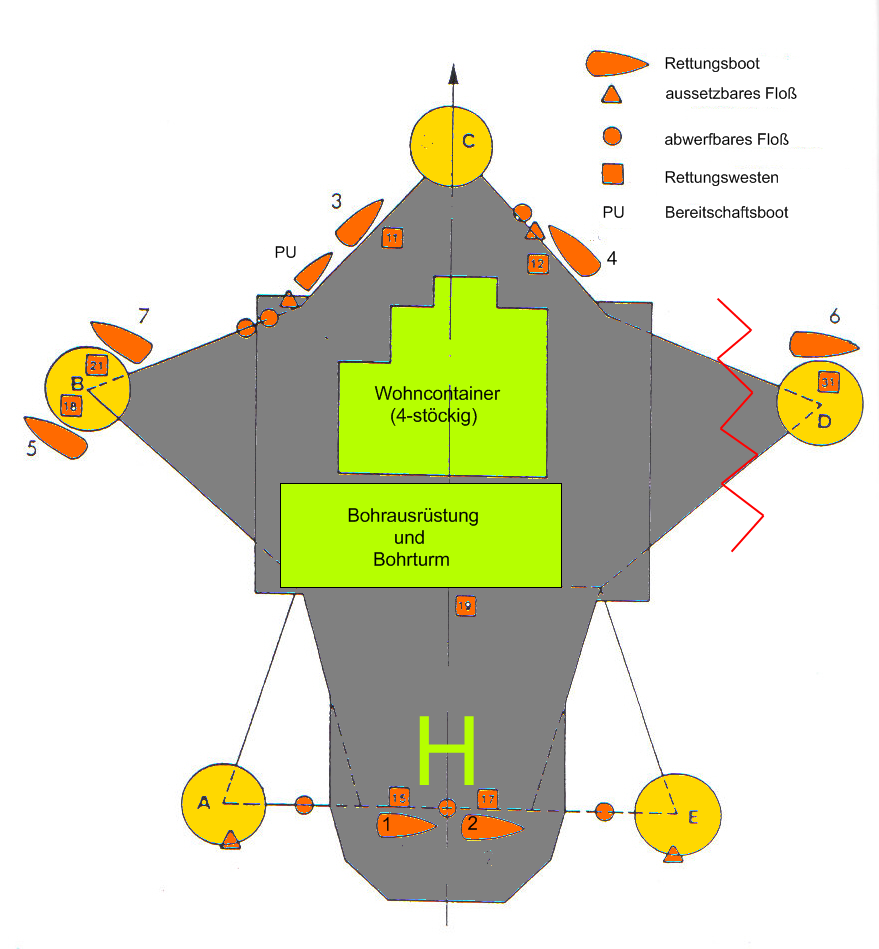
Rettungsstationen der Alexander L. Kielland

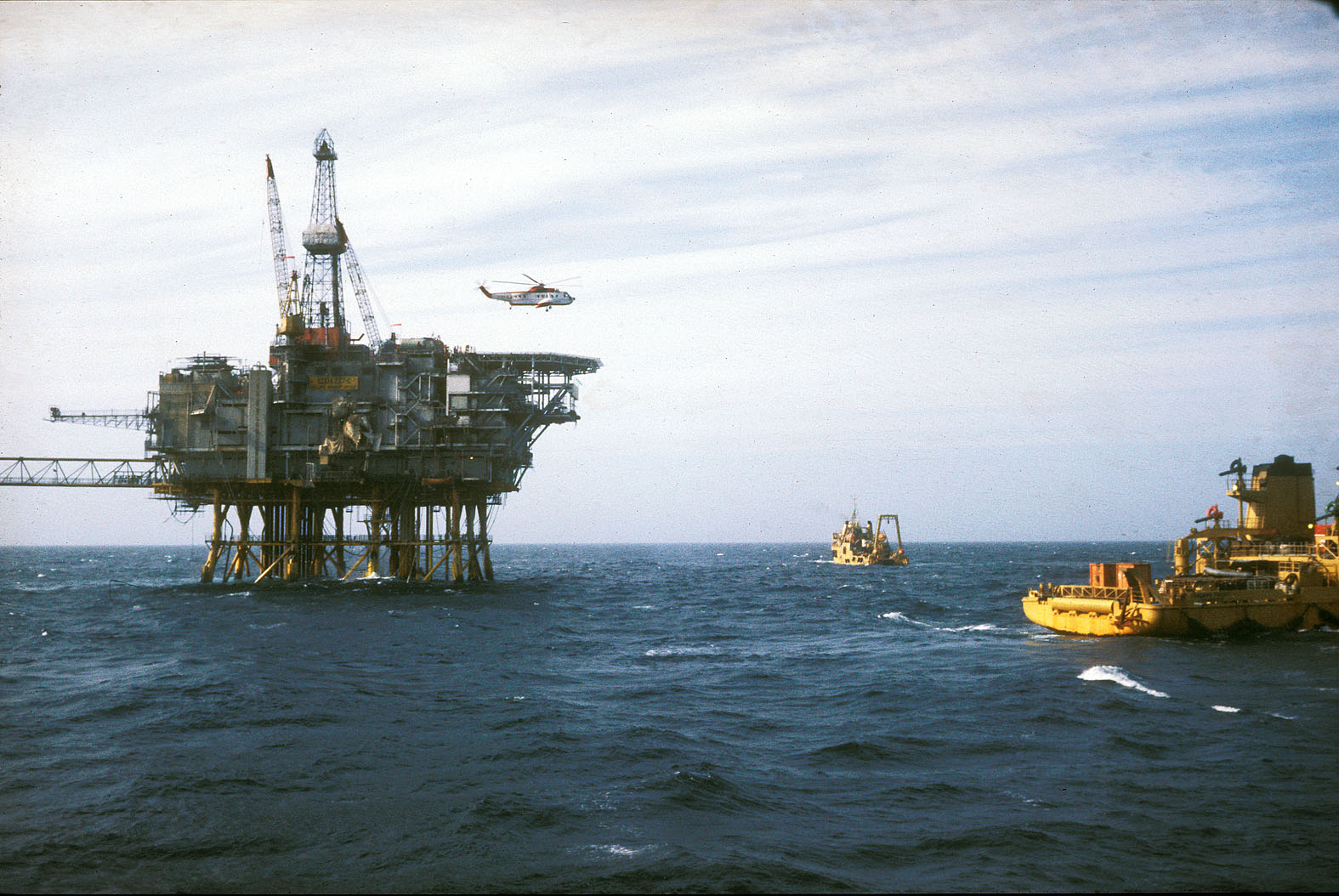
Edda 2/7 C und Rettungsschiffe nach dem Unglück

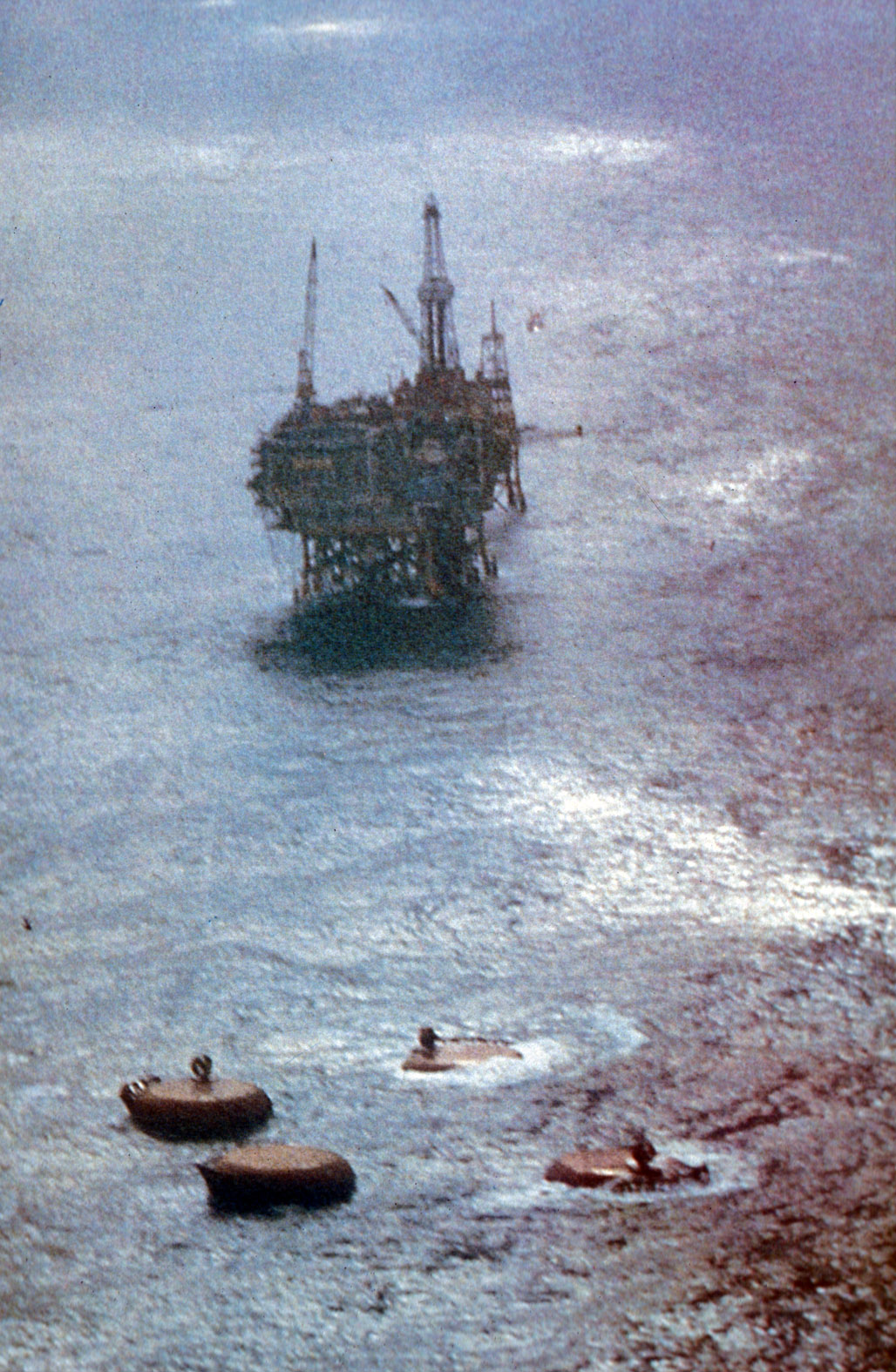
Von der gekenterten Alexander L. Kielland sind nur noch die Auftriebskörper zu sehen

An den Rettungsstationen der Alexander L. Kielland standen acht Motorrettungsboote für je 50 Personen, vier aussetzbare und sechs abwerfbare Rettungsflöße für insgesamt 400 Personen sowie acht Behälter mit zusammen 125 Rettungswesten zur Verfügung. Insgesamt befanden sich 541 Rettungswesten auf der Alexander L. Kielland. Die Stammbesatzung der Alexander L. Kielland besaß zudem Rettungsanzüge. Von den anderen Personen an Bord besaß nur ein Teil Rettungsanzüge; diese waren nicht allgemein vorgeschrieben. Die meisten dieser Anzüge befanden sich zudem auf Edda 2/7 C, da es sich um sehr sperrige Ausrüstung handelte, die von den Arbeitern nicht ständig mitgeführt wurde.
Die Kinobesucher versuchten, durch eine Luke auf der Backbordseite des Kinoraums den höchsten Punkt der Plattform, die Säule B, zu erreichen. Da im Wohnbereich viele Wege durch lose Möbel versperrt waren, sprangen dort einige Menschen aus den Fenstern. Laut Berichten erreichten viele Personen die Rettungsmittel nicht.
An Säule B hatten sich relativ viele Personen versammelt. Dort befanden sich die Boote 5 und 7. Boot 5 konnte nur von 14 Personen bestiegen werden. Das vollgeschlossene Boot riss sich los und schwamm kieloben im Meer, bis es durch die Insassen und durch Schwimmer im Wasser wieder aufgerichtet werden konnte. Es wurden anschließend noch 19 Personen aus dem Wasser an Bord geholt. Da bei Startversuchen des Motors Rauch austrat, ließ man das Boot antriebslos abtreiben. Eine nicht genannte Anzahl von Personen konnte sich in Boot 7 retten.
Das Rettungsboot 1 im Heck der Alexander L. Kielland konnte von 26 Personen bestiegen werden. Durch die Krängung brauchte es nur maximal zwei Meter gefiert zu werden. Da die Heißhaken unter Belastung nicht ausgeklinkt werden konnten, musste eine Axt eingesetzt werden, um das Boot frei zu bekommen. In der dafür nötigen Zeit wurde das Boot gegen die Bohrinsel geschleudert und beschädigt. Es konnte sich jedoch mit Motorkraft von der Bohrinsel entfernen.
Die Rettungsboote 2, 3 und 4 wurden nicht zu Wasser gebracht und durch Wellengang gegen Säulen geschlagen und zerstört. Boot 6 war zusammen mit Säule D abgebrochen. Somit wurde nur die Hälfte der Rettungsboote genutzt.
Die Rettungsflöße wurden wahrscheinlich nicht ausgesetzt, sondern rissen sich beim Kentern los und bliesen sich selbsttätig auf. Durch sie sowie durch von der Edda 2/7 C ausgesetzte Rettungsflöße konnten weitere 16 Personen gerettet werden.
Der Funker der Alexander L. Kielland hatte unmittelbar nach der ersten Krängung über UKW-Sprechfunk einen „Mayday“-Ruf abgesetzt und sich anschließend in Rettungsboot 5 begeben, von wo aus er Edda 2/7 C mit dem Funkgerät des Bootes über das weitere Geschehen informierte.
Der erste Mayday-Ruf wurde von Baste Fanebust, dem Schiffskoordinator für den Ekofisk-Komplex, auf einem Handfunkgerät empfangen. „Charly Transport“, so der Funkrufname, entsandte daraufhin die meisten Schiffe im Ekofisk-Feld zur Unglücksstelle.
Auch die Rettungsleitstelle Südnorwegen wurde benachrichtigt. Bis 18:42 Uhr waren Schiffe in der Nordsee und Rettungsstationen in Norwegen, Schottland, Dänemark, den Niederlanden und Deutschland alarmiert. Der erste norwegische Rettungshubschrauber startete gegen 19:30 Uhr. Gleichzeitig starteten in Großbritannien zwei Hubschrauber und ein Aufklärungsflugzeug. Weitere Flugzeuge folgten; Nebel erschwerte ihnen den Einsatz.
Ein im Ölfeld befindlicher Transporthubschrauber startete, hatte jedoch keine Rettungsausrüstung an Bord und konnte nicht auf der schräg stehenden Landefläche landen.
Rettungsboot Nr. 5 nahm seine Notfunkboje in Betrieb und wurde um 19:30 Uhr von der Normand Skipper, einem nicht für Rettungseinsätze ausgerüsteten Versorgungsschiff, geortet. Zwölf Insassen konnten über ein Netz auf die Normand Skipper übersteigen, dann wurde die Aktion als zu gefährlich abgebrochen. Die restlichen 21 Personen wurden zwischen 2:30 Uhr und 4:00 Uhr durch zwei Hubschrauber aufgenommen.
Rettungsboot Nr. 1 hatte Funkkontakt mit der Silver Pit und dem Versorgungsschiff Normand Skipper. Die Silver Pit konnte das Boot jedoch nicht finden. Die Normand Skipper erreichte am 29. März gegen 1:20 Uhr zusammen mit der Normand Vibran das Rettungsboot, konnte wegen des Wellengangs jedoch keine Personen übernehmen. Die 26 Männer wurden in der Zeit bis 3:00 Uhr durch zwei norwegische Hubschrauber abgeborgen.
Die Plattform Edda 2/7 C rettete mit einem ihrer zwei Kräne sieben Schwimmer aus der Nordsee. Weitere Personen wurden durch andere Schiffe und weitere Hubschrauber gerettet.
Von den 89 geretteten Personen trugen nur 59 eine Rettungsweste. Es hatten nur acht Personen einen Rettungsanzug angezogen, wovon sieben Personen den Anzug nicht richtig geschlossen hatten. Vier Personen in Rettungsanzügen wurden tot geborgen. Christian Naess, der Kapitän der Normand Skipper, berichtete, dass man eine Person in einem Rettungsanzug nicht an Bord holen konnte, da der Anzug nass und glitschig war. Zu dieser Zeit verfügten die Anzüge noch nicht über Schlaufen zum Festhalten.
An den Rettungsmaßnahmen beteiligten sich bis zur Einstellung der Maßnahmen am 29. März um 19:00 Uhr 71 zivile Schiffe, neun Militärschiffe, 19 Rettungshubschrauber und sieben Flugzeuge.
Verletzte wurden in das Rogaland-Hospital gebracht. Obwohl das Krankenhaus nicht auf einen solchen Notfall vorbereitet war, richtete es zusätzlich am Flughafen von Sola eine medizinische Notfallstation ein und entsandte ein Team zum Ekofisk-Feld.
Eine neun Monate später durchgeführte Befragung von an der Rettungsaktion beteiligten Kräften ergab, dass 67 % sich während der Rettungsaktion erheblichen Gefahren ausgesetzt sahen; viele erlitten ein Posttraumatisches Stresssyndrom.

## Bergung der Bohrinsel

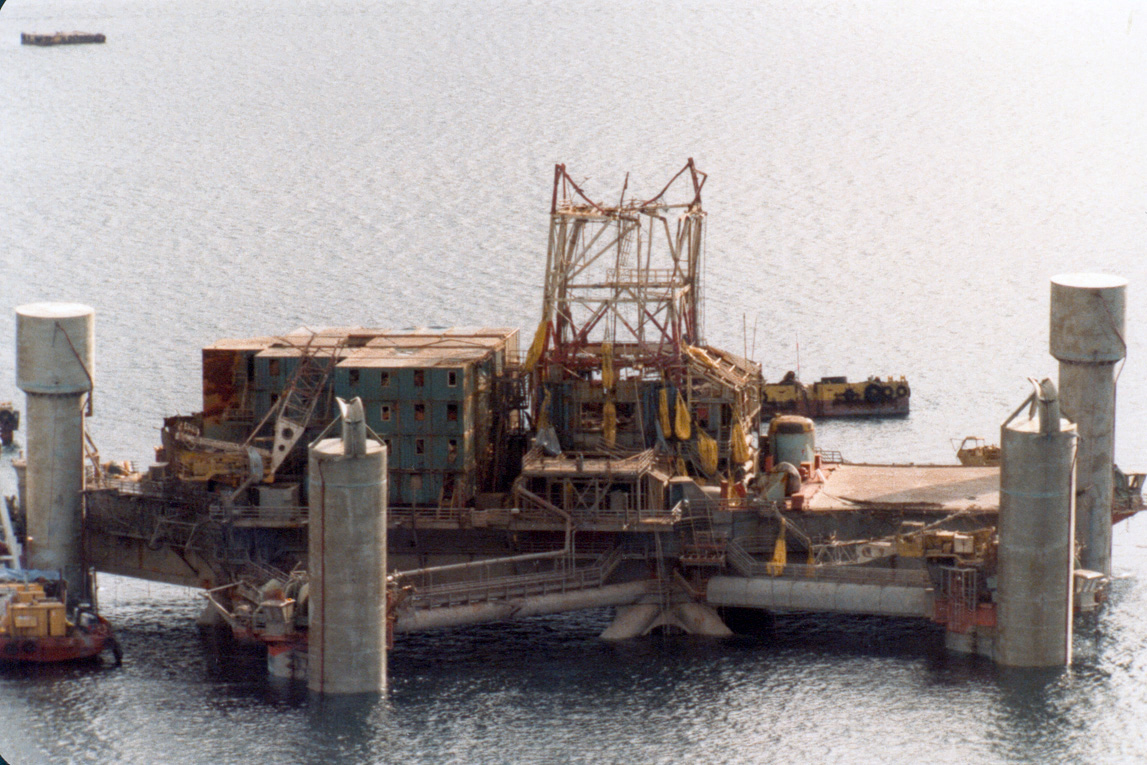
Alexander L. Kielland nach Bergung mit zusätzlichen Auftriebskörpern

Das Wrack der Bohrinsel wurde in den Gandsfjord vor Stavanger geschleppt. Etwa dreieinhalb Jahre nach dem Unglück wurde sie dort wieder aufgerichtet. Diese Aktion diente sowohl weiteren Ermittlungen als auch vor allem der Bergung von Leichen, so dass diese von ihren Familien an Land beigesetzt werden konnten. Das Aufrichten wurde mehrere Monate vorbereitet, unter anderem wurde eine spezielle Software für die Berechnungen geschrieben. Des Weiteren wurde durch Sichtprüfungen und das Anbohren der Säulen ermittelt, wie viel Wasser in die Säulen eingedrungen war. Es wurden Auftriebskörper angeschweißt und die Wohncontainer mit zusätzlichen Stahlseilen gesichert.
Die Bohrinsel wurde später im Nedstrandsfjord (zwischen den Kommunen Tysvær und Finnøy) in einer Tiefe von etwa 700 m versenkt.

## Unfallursachen

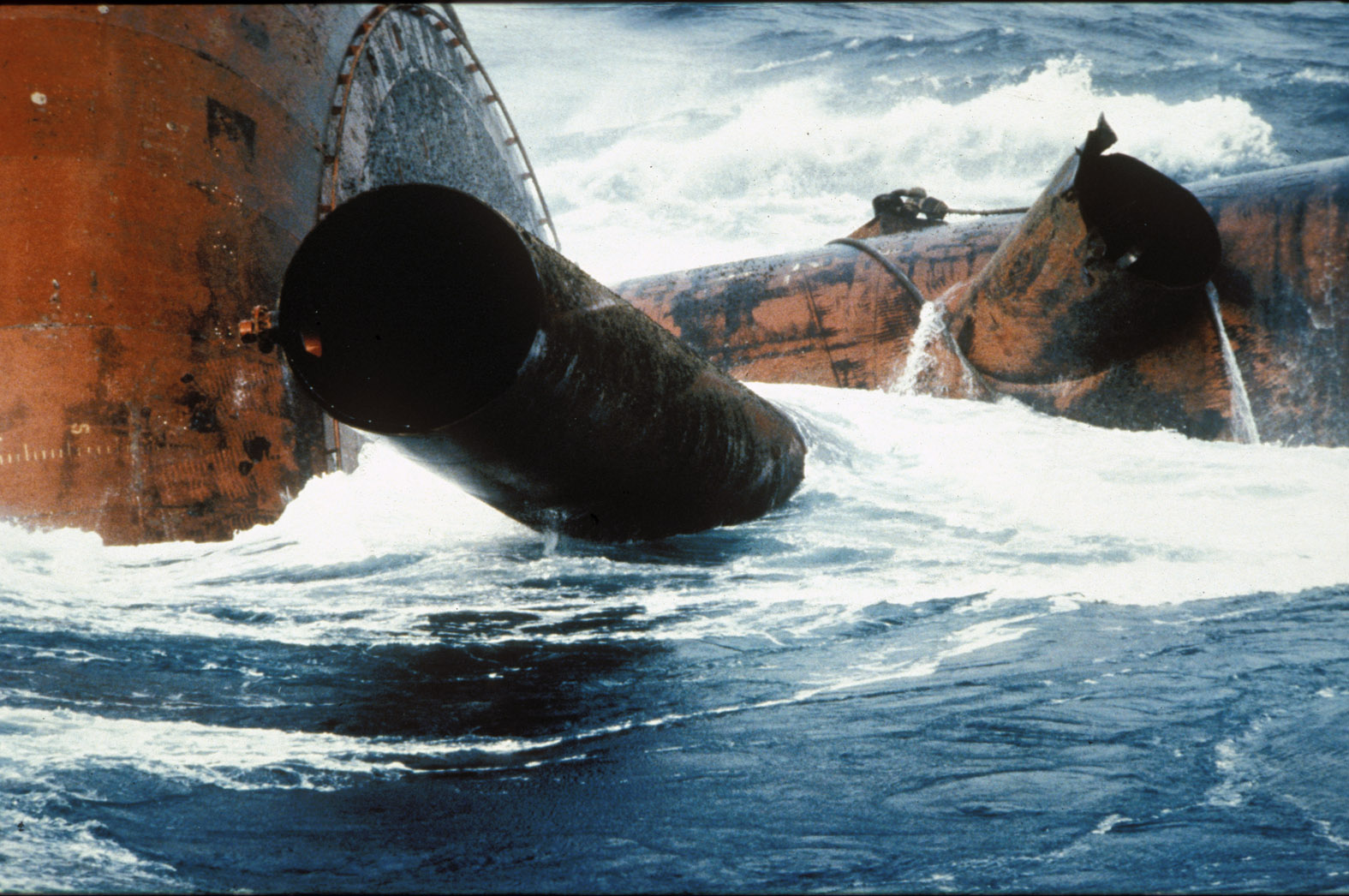
Strebe D-6, an der der Ermüdungsbruch auftrat

Das Unglück wurde durch den Bruch der Strebe D-6 ausgelöst. In diese Strebe war eine Entwässerungsöffnung eingeschnitten, die durch einen Flansch verstärkt wurde. Außerdem war ein nach unten gerichtetes Rohrstück als Träger für eines der drei zur Positionierung der Bohrinsel benötigten Hydrophone eingeschweißt.
Das Rohrstück für das Hydrophon hatte einen Durchmesser von 325 mm, war 228 mm lang und hatte eine Wandstärke von 26 mm. Das Metall war von geringer Qualität, da der Hersteller der Plattform es nicht als statisch wirksames Bauteil betrachtete. Um es einzusetzen, war mit einem Schneidbrenner ein Loch in die Strebe geschnitten worden. Danach wurde es durch eine Kehlnahtschweißung mit der Strebe verbunden. Das Material der Strebe war damit zweimal erhitzt worden und stand unter Spannung. Die Schweißnaht gehörte zur untersten der drei beim Bau der Bohrinsel verwendeten Schweißklassen und war sehr dünn ausgeführt. Diese Stelle war der Ausgangspunkt des Strebenbruchs.

„Die Kehlnaht wird auf der Stutzenseite fast vollständig von einem Riss unterfahren, der wieder von der Wurzellage ausgegangen sein dürfte, denn dort liegt er der Schmelzlinie am nächsten. Wie im Fall E verläuft die Schmelzlinie fast parallel zur Walzebene; die Naht greift kaum in den Stutzen ein. Auffällig war die hohe Einschlussdichte. Sie betrug bis zu 0,3 Prozent bei einem Schwefelgehalt von 0,02 Prozent, d. h., es muss viele Oxideinschlüsse gegeben haben.“

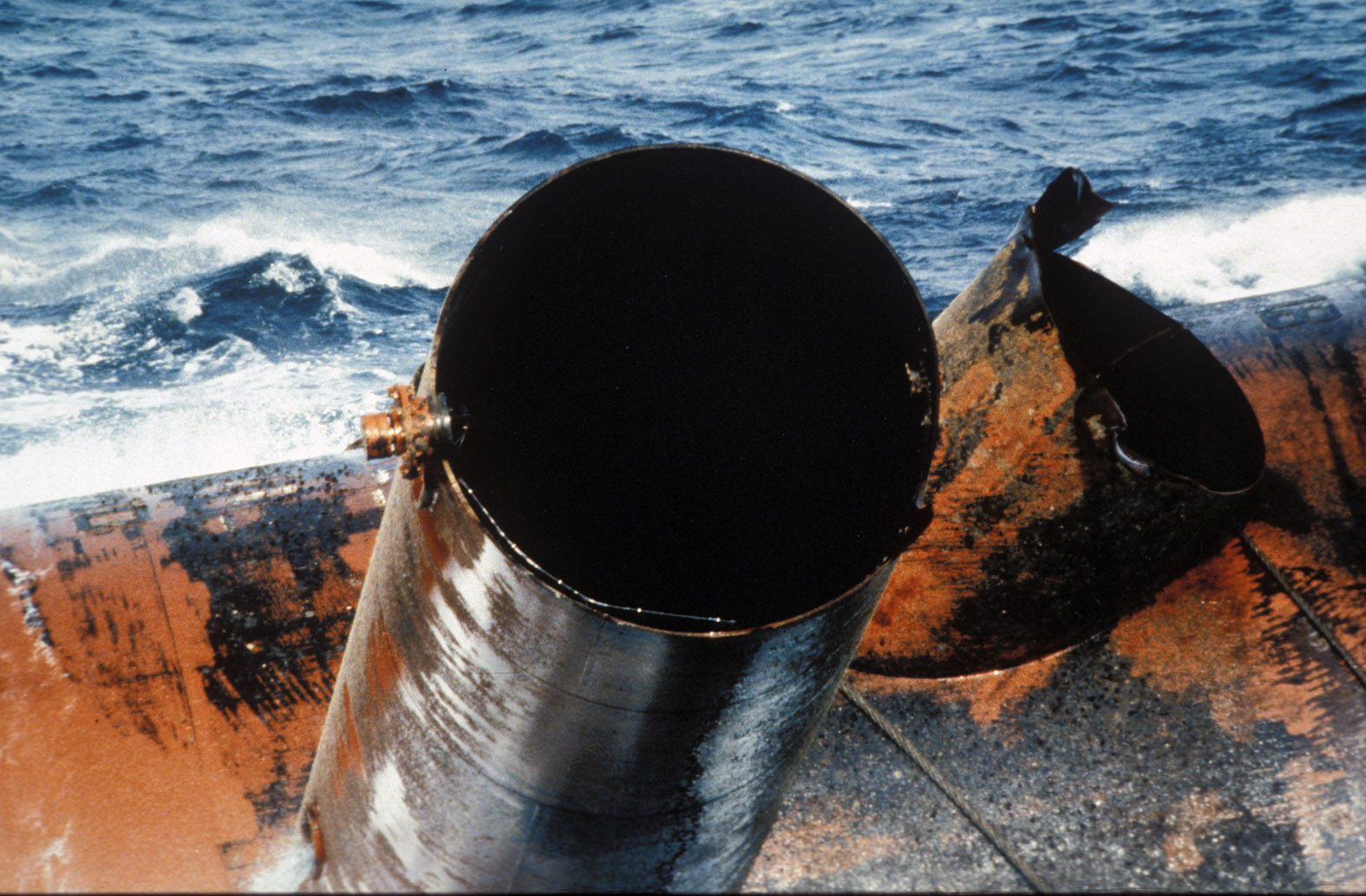
Großaufnahme des Risses in Höhe des Hydrophons

Farbreste auf Rissen deuteten darauf hin, dass diese Risse bereits beim Bau der Bohrinsel entstanden sein müssen. Weitere Risse entstanden durch eine mangelhafte Qualität der Schweißnähte und hohe Spannungen an der Strebe. Von hochbelasteten Stellen dehnten sich Ermüdungsrisse auf den Umfang der Strebe aus. Nachdem sich die Risse auf zwei Drittel des Umfangs ausgedehnt hatten, erfolgte im Sturm der Bruch der Strebe. Die anderen Streben an Säule D wurden nunmehr auch überlastet und brachen ebenfalls.
Die Bohrinsel wäre nicht so schnell gekentert, wenn Öffnungen an den Säulen C und E sowie auf der Plattform ordnungsgemäß und dem Wetter angemessen geschlossen gewesen wären. So konnten die Säulen schneller volllaufen.

## Konsequenzen

### Det Norske Veritas
Am Ostersonntag nach dem Unglück bekam die aus der gleichen Produktionsserie wie die Alexander L. Kielland stammende und als Flotel mit 625 Betten dienende Henrik Ibsen bei einer Absenkübung eine Schlagseite von 20°, die nur deswegen nicht größer wurde, da ein Bein der Insel im Flachwasser den Meeresgrund berührte. Det Norske Veritas hatte daraufhin den Einsatz der Henrik Ibsen untersagt. Im Anschluss wurde geplant, alle etwa 40 schwimmenden Bohrinseln und Flotels einer vierwöchigen Inspektion an der Küste zu unterziehen. Man ging dabei von Produktionsausfällen in Höhe von etwa 7,5 Millionen Kronen (1,5 Millionen Euro) zuzüglich Inspektionskosten je Plattform aus. Bei der detaillierten Untersuchung anderer Halbtaucher stellte sich heraus, dass mehrere Halbtaucher ähnliche Risse aufwiesen, wie die Alexander L. Kielland sie gehabt hatte. Bei einer Sichtprüfung auf See wären diese nicht aufgefallen, lediglich bei einer großen 4-Jahres-Inspektion. Plattformen mit Rissen waren sowohl von Det Norske Veritas als auch von Lloyds zertifiziert worden.

### Staatliche Untersuchungskommission
Bereits am Tag nach dem Unglück wurde eine Untersuchungskommission eingerichtet, die 1981 ihren Bericht vorlegte. Bis dahin wurden vor allem die Stahlkonstruktion sowie die Rettungseinrichtungen detailliert untersucht.
Die Kommission sprach eine große Zahl von Empfehlungen aus. So sollte der Staat zwar weiterhin die Gesamtverantwortung für Bohrplattformen tragen. Die Überwachung bei Planung, Bau und Betrieb sollte jedoch durch Klassifikationsgesellschaften erfolgen, da hier mehr unterschiedliche Spezialisten zur Verfügung stehen würden. Hierfür seien auch Handbücher zu erstellen.
Plattformen müssten zukünftig so gebaut werden, dass Fehler bei Bau und Betrieb minimiert würden, Inspektionen einfach auszuführen wären und relativ kleine Beschädigungen nicht zu einem vollständigen Versagen der Stahlkonstruktion führen können.

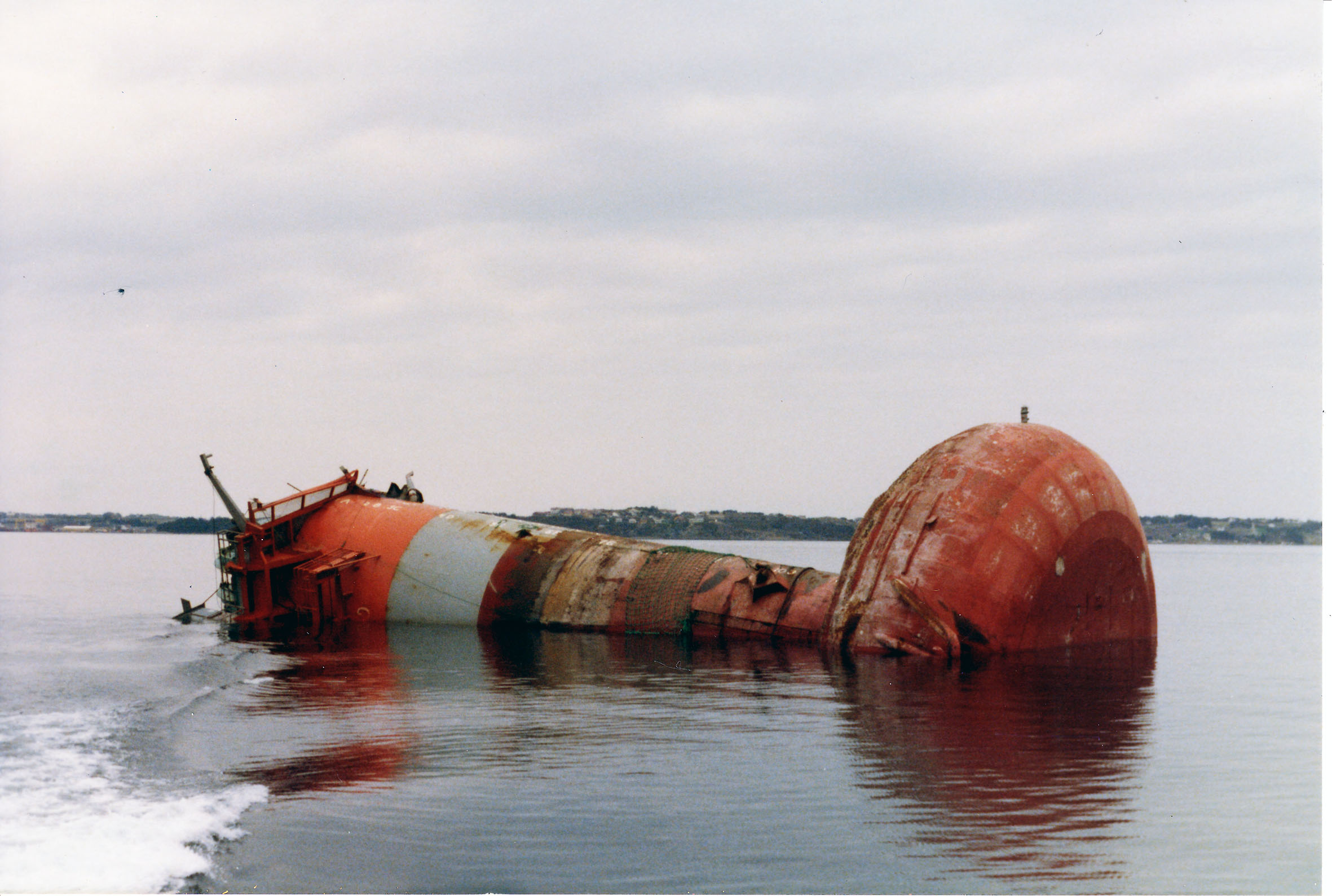
Säule D im Wasser (während der Bergung)

Um 1970 beschäftigten sich Fachleute generell mehr damit, inwieweit Schweißnähte sich auf Ermüdungserscheinungen an Stahlkonstruktionen auswirken können. 1976, also im Ablieferungsjahr der Alexander L. Kielland, erschienen neue Designrichtlinien des British Welding Institute. Zu diesem Zeitpunkt hatte keine Klassifikationsgesellschaft Richtlinien bezüglich Ermüdungserscheinungen niedergelegt. Man machte sich keine Gedanken darüber, wie sich das Einfügen eines so kleinen Teils, wie es das Hydrophon war, auswirken konnte. Erst nach dem Unglück wurden hier Regelungen geschaffen.
Ebenso war es nicht üblich, redundante Systeme einzusetzen. Die Alexander L. Kielland hatte nach dem Abbruch der Stütze D keinen Reserveauftrieb auf dieser Seite. Die Untersuchungskommission forderte daraufhin, dass zukünftige Plattformen so gebaut sein müssen, dass das Versagen einer Stütze keine kritische Situation auslöst und Reserveauftrieb vorhanden ist.
Es wurde festgestellt, dass nur wenige Personen an Bord der Alexander L. Kielland eine Rettungsausbildung besaßen. Von den etwa 4000 auf beweglichen Plattformen arbeitenden Personen hatten im Jahr 1980 nur rund 1000 eine entsprechende Ausbildung. Für 75 % des Personals waren Ausnahmegenehmigungen beantragt und vom staatlichen Seefahrtsdirektorat bewilligt worden. Ein Grund waren fehlende Geldmittel für die Ausbildung. Dazu befragt, nannte Ivar Sandvig, der Leiter des Direktorats, dieses Vorgehen „Realitätssinn“.

### Internationale Seeschifffahrts-Organisation
Auf der 46. Maritime Safety Convention der Internationalen Seeschifffahrts-Organisation schlug die norwegische Delegation eine Überprüfung der Stabilitäts-Anforderungen des MODU-Codes (Code for the Construction and Equipment of Mobile Offshore Drilling Units) vor. Die MSC entschied sich für eine periodische Überprüfung, um die fortschreitende Entwicklung und die Erfahrungen aus den Unglücken der Alexander L. Kielland und der Ocean Ranger einzubringen. Auf der 28. Sitzung des Unterausschusses für Schiffsdesign und -ausrüstung entschied man sich zu Änderungen im allgemeinen Teil des MODU-Codes und zur Einsetzung von Ad-hoc-Arbeitsgruppen zur Regelung der Installation von Maschinen und Elektroanlagen. Man kam ebenfalls überein, dass die Richtlinien für Rettungsausrüstung dringend zu überarbeiten wären.
So wurden Rettungsbootplätze für 200 % der Personen an Bord gefordert, da sich immer wieder herausgestellt hatte, dass bei Unglücken ein Teil der Boote wegen Feuers, Schlagseite oder Beschädigung nicht benutzt werden konnte.
Es wurde zudem gefordert, dass jede Person an Bord einen persönlichen Rettungsanzug in der Kabine haben soll. Auf den möglichen Evakuierungswegen und an den Rettungsstationen sollten zudem Rettungsanzüge für 200 % der Personen an Bord vorgehalten werden. In den Folgejahren wurden Rettungsanzüge zudem stark überarbeitet. So erhielten sie beispielsweise Schlaufen am Rückenteil, mit Hilfe derer eine im Wasser treibende Person besser gepackt und an Bord gezogen werden kann.
Es sollte weiterhin jeder Plattform ein Bereitschaftsschiff in weniger als einer Seemeile Entfernung zugeordnet werden.

### Weitere Konsequenzen
Eines der Probleme bei der Evakuierung war, dass sich ein Rettungsboot nicht löste, da in dem auf und ab schwankenden Boot eine der Auslösevorrichtungen immer unter Spannung stand. Man kam zuerst zu keiner Entscheidung bezüglich einer Änderung, da es einige Zeit vorher einen Unfall mit einem Rettungsboot gegeben hatte, bei dem sich der Auslösemechanismus zu früh öffnete und das Boot so aus großer Höhe auf das Wasser prallte. Dabei starben drei Personen. Schließlich entschied sich Norwegen zu einer extremen Lösung in Form von Freifallrettungsbooten. Die Personen an Bord müssen hierfür jedoch noch intensiver ausgebildet werden. Andere Länder haben zu Systemen gegriffen, bei denen das Rettungsboot durch eine von innen zu betätigende, meist hydraulische, Verriegelung des Heißhakens gelöst werden kann.

## Belege
- Stig S. Kvendseth: Giant Discovery – A history of Ekofisk through the first 20 years, Phillips Petroleum Company Norway, Tanager (Norway), ISBN 82-991771-1-1
- Victor Bignell, Joyce Fortune: Understanding systems failures, Manchester University Press ND, 1984, ISBN 0-7190-0973-1

Von diesen Texten lagen nur Auszüge, Zitate und Zeichnungen vor:
- The „Alexander L. Kielland“-accident: From a Commission Appointed by Royal Decree of 28th March, 1980: Report Presented to Ministry of Justice and Police, March 1981 (NOU 1981:11)
- A. Hobbacher: Schadenuntersuchungen zum Unglück des Halbtauchers „Alexander L. Kielland“, Maschinenschaden, München 56 (1983) 2
- J. Hoefeld: Alexander L. Kielland – Ursachen und Folgen eines Bohrinselunfalls, HANSA, Hamburg 1982